# Иди и скажи спартанцам
«Иди и скажи спартанцам» (англ. Go Tell the Spartans) — фильм режиссёра Теда Поста о начальном периоде Вьетнамской войны.

## Сюжет
1964 год. Группа американских военных советников воюет в Южном Вьетнаме ещё до основного вмешательства американцев в дела вьетнамцев в 1965 году. Они находят много общего между их борьбой против вьетконговцев и действиями французов там же за десять лет до этого. Также в фильме проводится параллель между выброшенной в джунгли совместной группой американцев и солдат южновьетнамской армии и 300 спартанцами в битве при Фермопилах. 
Павших при Фермопилах эллинов похоронили на том же холме, где они приняли последний бой. На могиле был поставлен камень с эпитафией поэта Симонида Кеосского:

Путник, пойди возвести нашим гражданам в Лакедемоне,

Что, их заветы блюдя, здесь мы костьми полегли.
Оригинальный текст (др.-греч.)Ὦ ξεῖν', ἀγγέλλειν Λακεδαιμονίοις ὅτι τῇδε

κείμεθα τοῖς κείνων ῥήμασι πειθόμενοι.

Это стихотворение известно во множестве переводов на английский, самый ранний из которых - Уильяма Лисли Боулза:

Go tell the Spartans, thou who passest by,

That here, obedient to their laws, we lie.

Впрочем, и в ряде других переводов сохраняются слова "Go tell the Spartans".

## В ролях
- Берт Ланкастер — майор Эйса Бейкер
- Крейг Уоссон — капрал Курси
- Jonathan Goldsmith
- Марк Сингер — капитан Эл Оливетти
- Дэвид Кленнон — лейтенант Финли Уоттсберг
- Джеймс Хонг — южновьетнамский солдат по прозвищу «Старик»